# Старина (Горецкий район)
Старина́ (бел. Старына) — деревня в составе Ленинского сельсовета Горецкого района Могилёвской области Республики Беларусь.

## Население
- 1999 год — 44 человека
- 2010 год — 9 человек

## Достопримечательность
- Военное кладбище. Историко-культурная ценность